# Coulombiers (Sarthe)
Coulombiers és un municipi francès situat al departament del Sarthe i a la regió de País del Loira. L'any 2007 tenia 416 habitants.

## Demografia

### Població
El 2007 la població de fet de Coulombiers era de 416 persones. Hi havia 166 famílies de les quals 32 eren unipersonals (20 homes vivint sols i 12 dones vivint soles), 67 parelles sense fills, 55 parelles amb fills i 12 famílies monoparentals amb fills.
La població ha evolucionat segons el següent gràfic:
Habitants censats

### Habitatges
El 2007 hi havia 204 habitatges, 165 eren l'habitatge principal de la família, 16 eren segones residències i 23 estaven desocupats. 202 eren cases i 1 era un apartament. Dels 165 habitatges principals, 127 estaven ocupats pels seus propietaris, 35 estaven llogats i ocupats pels llogaters i 3 estaven cedits a títol gratuït; 13 tenien dues cambres, 39 en tenien tres, 30 en tenien quatre i 83 en tenien cinc o més. 109 habitatges disposaven pel capbaix d'una plaça de pàrquing. A 64 habitatges hi havia un automòbil i a 90 n'hi havia dos o més.

### Piràmide de població
La piràmide de població per edats i sexe el 2009 era:
| Homes | Edats   | Dones |
| ----- | ------- | ----- |
| 0     | 95 o +  | 0     |
| 0     | 90 a 94 | 0     |
| 8     | 85 a 89 | 12    |
| 0     | 80 a 84 | 4     |
| 0     | 75 a 79 | 4     |
| 20    | 70 a 74 | 16    |
| 8     | 65 a 69 | 8     |
| 8     | 60 a 64 | 4     |
| 4     | 55 a 59 | 8     |
| 12    | 50 a 54 | 12    |
| 12    | 45 a 49 | 12    |
| 24    | 40 a 44 | 16    |
| 12    | 35 a 39 | 12    |
| 16    | 30 a 34 | 4     |
| 12    | 25 a 29 | 12    |
| 4     | 20 a 24 | 8     |
| 20    | 15 a 19 | 8     |
| 12    | 10 a 14 | 24    |
| 8     | 5 a 9   | 8     |
| 8     | 0 a 4   | 4     |

## Economia
El 2007 la població en edat de treballar era de 273 persones, 213 eren actives i 60 eren inactives. De les 213 persones actives 187 estaven ocupades (102 homes i 85 dones) i 26 estaven aturades (11 homes i 15 dones). De les 60 persones inactives 22 estaven jubilades, 22 estaven estudiant i 16 estaven classificades com a «altres inactius».

### Ingressos
El 2009 a Coulombiers hi havia 165 unitats fiscals que integraven 407,5 persones, la mediana anual d'ingressos fiscals per persona era de 16.203 €.

### Activitats econòmiques
Dels 6 establiments que hi havia el 2007, 1 era d'una empresa de construcció, 1 d'una empresa de comerç i reparació d'automòbils, 2 d'empreses de transport i 2 d'empreses d'hostatgeria i restauració.
Dels 3 establiments de servei als particulars que hi havia el 2009, 1 era un taller de reparació d'automòbils i de material agrícola, 1 lampisteria i 1 restaurant.
L'any 2000 a Coulombiers hi havia 22 explotacions agrícoles que ocupaven un total de 1.380 hectàrees.

## Poblacions més properes
El següent diagrama mostra les poblacions més properes.